# Stade de Paris
El Stade de Paris, popularmente conocido como Stade Bauer (apellido de un médico comunista abatido en la calle del estadio por los nazis), es un estadio de fútbol con capacidad para 10 000 personas en Saint-Ouen, Sena-Saint-Denis, en los suburbios del norte de París. El estadio es utilizado principalmente por el Red Star Football Club quien actualmente juega en el Championnat National pero ha probado el éxito en la Coupe de France, ganando en cinco ocasiones.
El estadio fue sede de algunos de los eventos de fútbol para los Juegos Olímpicos de París 1924. También fue sede de un partido amistoso entre Brasil y Andorra (3-0) justo antes de la Copa Mundial de la FIFA 1998 en Francia. El sobrenombre del estadio se debe al médico comunista Jean-Claude Bauer (1910-1942), residente del barrio.
La grada donde se colocan la hinchada más animosa tiene el nombre de Rino della Negra, futbolista del Red Star y más tarde miembro del Grupo FTP-MOI dirigidos por Missak Manouchian que luchaba contra la ocupación nazi de Francia.